# Miguel Fidalgo
Nuno Miguel Fidalgo dos Santos, ou Miguel Fidalgo (Caniçal, 19 de março de 1982) é um futebolista português que joga como atacante.
Pertenceu ao Nacional da Madeira, clube onde iniciou a carreira e atuou profissionalmente desde 2000. Durante esse tempo foi emprestado a quatro equipas: Camacha, AEK Larnaca, União da Madeira e Académica.
O seu passe pertence agora à Académica, onde está desde 2009.